# Luis Vidales
Luis Vidales, kolumbijski pesnik in pisatelj, * 26. julij 1900, Calarcá, † 14. junij 1990, Bogotá.
Bil je eden ustanovnih članov literarne skupine Los Nuevos, pri kateri je skupaj z Luisom Tejado, Ricardom Rendonom, Leónom de Greiffom, Joséjem Marjem in drugimi sodeloval pri različnih literarnih in političnih zborovanjih. 

## Življenje in delo
Rodil se je na posestvu Río Azul na področju, ki je znano po pridelavi kave. Pri 22 letih je izdal svojo mojstrovino, Suenan Timbres (»Zvonijo zvončki«), ki sta jo Borges in Huidobro označila za »najboljšo in skorajda edino kolumbijsko avantgardno pesmarico«. 
Zgodaj se je začel udejstvovati tudi na političnem področju. Leta 1930 se je pridružil kolumbijski komunistični partiji in od leta 1932 in 1934 zasedal položaj generalnega sekretarja. Redno je sodeloval tudi s časnikoma El Espectador in El Tiempo. V slednjem je v sodelovanju s svojim velikim prijateljem Luisom Tejado tudi objavil znan poklon Charlieju Chaplinu. 
Leta 1932 je po ukazu Guillerma Hernándeza Rodrígueza prevzel vodstvo časnika Tierra, glavnega medijskega organa partije. Kot urednik je živo nasprotoval kolumbijsko-perujski vojni in vojake obeh strani pozival k odložitvi orožja. To je sprožilo burne proteste kolumbijskih nacionalistov, vse skupaj pa se je končalo z uničitvijo časnikovega štaba. 

## Priznanja
Leta 1982 mu je Univerza Antioquie podelila Državno nagrado za poezijo, tri leta kasneje pa je s strani Sovjetske zveze prejel Leninovo nagrado za mir.
1. 1 2  SNAC — 2010.
2. 1 2  datos.bne.es: El portal de datos bibliográficos de la Biblioteca Nacional de España — 2011.
3. ↑  https://www.epdlp.com/escritor.php?id=13768
4. ↑  http://www.mcnbiografias.com/app-bio/do/show?key=vidales-luis
5. ↑  https://www.biografiasyvidas.com/biografia/v/vidales.htm